# 아이돌 트럭
《아이돌 트럭》는 대한민국의 케이블 방송 채널인 SBS FiL, SBS M에서 방영되고 있는 텔레비전 프로그램이다.

## 출연진

### 부산 팀 (1회 ~ 12회)
- 백호
- 우주소녀 (다영, 여름)
- CIX (BX, 승훈, 현석)
- 김경욱 (게스트) (2회 ~ 5회)
- 권혁수 (게스트) (6회 ~ 10회)

### 필리핀 팀 (1회, 13회 ~ 18회)
- 산다라박
- 딘딘
- 위너 김진우
- 김종현
- 아론 (13회 ~ 18회)